# Krona Karla IV.
Krona Karla IV. je bila narejena za Karla IV. Luksemburškega ob njegovem kronanju za kralja Svetega rimskega cesarstva 25. julija 1349 v Aachnu. Karel IV. je bil za svetorimskega kralja sicer kronan že 26. novembra 1346 v Bonnu, vendar je Kronanje v Aachnu nad grobnico Karla Velikega je imelo simbolni pomen pritrjevanja državotvorni in sveti tradiciji ustanovitelja Svetega rimskega cesarstva. Naziv kralja je izvoljeni monarh Svetega rimskega cesarstva uporabljal do svojega uradnega cesarskega kronanja s cesarsko krono v Rimu.

## Opis
Krona je bila izdelana v dvorni zlatarski delavnici v Pragi. Izdelana je iz pozlačenega srebra in okrašena z antičnimi in bizantinskimi kamejami, antičnimi dragulji in dragimi kamni. Na straneh obroča so luknje za pritrditev zlatarskih tečajev. Krona je narejena po francoskem vzoru in mogoče je domnevati, da je delo francoskih zlatarjev, ki so tedaj delali za Karla IV. Model je bila še vedno ohranjena relikvijska krona nekdanje Parakletove opatije v Amiensu iz druge polovice 13. stoletja. Razlikuje se po dvakrat večjem številu rastlinskih okraskov (fleuronov) in po okrasju oboda, kjer so dragi kamni, pritrjeni v lijakasti obliki, prepleteni z okvirji z relikvijami in medaljoni z emajliranimi okraski v obliki drolerij.
Nenavadno velik obseg obroča (66 cm) ustreza antropološkim podatkom, najdenim na Karlovi lobanji. Krona kralja Rimljanov je trajno nameščena na relikviarnem doprsnem kipu Karla Velikega, ki ga je dal Karel IV. izdelati v Pragi in je od leta 1349 del zaklada Pfalške kapele v stolnici Naše Gospe v Aachnu.
Natančno repliko krone rimskega kralja je leta 2016 izdelal turnovski zlatar in draguljar Jiří Urban s sodelavci.